# Thâu lĩnh
Thâu lĩnh (danh pháp hai phần: Alphonsea monogyna) là một loài thực vật thuộc họ Na. Đây là loài đặc hữu của Trung Quốc.